# Gorbothorax
Gorbothorax is een geslacht van spinnen uit de familie hangmatspinnen (Linyphiidae).

## Soorten
De volgende soorten zijn bij het geslacht ingedeeld:
- Gorbothorax comatus Tanasevitch, 1998
- Gorbothorax conicus Tanasevitch, 1998
- Gorbothorax setifer Tanasevitch, 1998
- Gorbothorax ungibbus Tanasevitch, 1998
- Gorbothorax wunderlichi (Brignoli, 1983)